# روي بنسون
روي بنسون (بالإنجليزية: Roy Benson)‏ هو ساحر استعراضي أمريكي، ولد في 17 يناير 1914 في كوربفوا في فرنسا، وتوفي في 6 ديسمبر 1977.

## روابط خارجية
- روي بنسون على موقع IMDb (الإنجليزية)
- روي بنسون على موقع قاعدة بيانات الفيلم (الإنجليزية)